# Zhòng Kāng
Zhòng Kāng(仲康) fue el cuarto soberano de la Dinastía legendaria Xia, hermano menor de Tai Kang, su predecesor como gobernante.
Tomó el trono debido a la mala gestión de su hermano, en el año de Jichou (己丑), y mantuvo la capital en Zhenxun.
Durante el día de Gengwu (庚戌), septiembre en el 5º año de su régimen, hubo, según diversas fuentes, un eclipse solar, (un acontecimiento importante en aquella época). 
Zhòng Kāng ordenó a uno de sus generales, Zeng (胤), conducir sus tropas con el objetivo de conquistar Yihe, donde el rey local, amante del buen vino y las mujeres, daba mala vida a sus ciudadanos.
En el 6º año de su régimen, designó a Kunwu (昆吾) como su primer ministro.
Su hijo, llamado Xiāng, no residiría junto a él en la capital sino que viviría en Shangqiu, bajo la tutela de otro de los ministros del rey, Pi (邳). 